# 蔣貢康楚
蔣貢康楚（藏語：འཇམ་མགོན་ཀོང་སྤྲུལ，威利转写：'jam mgon kong sprul，THL：Jamgön Kongtrül，藏语拼音：Jamgoin Gongzhü），藏傳佛教中噶瑪噶舉的祖古傳承，至今已有四世轉世。
由于十七世噶玛巴的争议，现在有两支蒋贡康楚的世袭，分别为两个噶玛巴法王所认证。
其中追随十七世噶玛巴乌金赤列多吉的正法太阳Lodrö Chökyi Nyima已经在2016年还俗。

## 起源
第一世蔣貢康楚參與利美運動編寫利美五大藏:(《大寶伏藏》、《噶舉密咒藏》、《所知藏》、《教誡廣藏》、《口訣藏》)。他是第十四世噶瑪巴的法嗣，第十五世噶瑪巴最主要的上師。

## 历任蒋贡康楚
- 第一世蔣貢康楚贡珠·云丹嘉措（無邊智慧，1813—1899年）
- 第二世蔣貢康楚欽哲偉瑟（悲智光明，1902—1952年）
- 第三世蔣貢康楚確吉僧給（正法獅子，1954—1992年）
- 第四世蔣貢康楚確吉尼瑪（正法太陽，1995—）（为噶玛巴·伍金赤列多吉所认证）
- 第四世蔣貢康楚Migyur Dragpa Sengge（1995—）（为噶玛巴·赤列塔耶多吉所认证）